# Timiskaming (ancienne circonscription fédérale)
Pour les articles homonymes, voir Timiskaming (homonymie).
Timiskaming (aussi connue sous le nom de Timiskaming—French River) fut une circonscription électorale fédérale de l'Ontario, représentée de 1917 à 1925 et de 1935 à 1997.
La circonscription de Timiskaming a été créée en 1914 avec des parties d'Algoma-Est et de Nipissing. Abolie en 1924, elle fut divisée en Timiskaming-Nord et Timiskaming-Sud. 
Une nouvelle circonscription de Timiskaming a été créée en 1933 d'une partie de Timiskaming-Sud. En 1993, Timiskaming devint Timiskaming—French River. Abolie en 1996, elle fut incorporée dans la circonscription de Timiskaming—Cochrane.

## Géographie
En 1914, la circonscription de Timiskaming comprenait:
- Le territoire du district de Timiskaming
- Une partie du district d'Algoma

En 1933, elle comprenait:
- Le district de Timiskaming, excluant le canton de Keefer
- Une partie du territoire du district de Nipissing

En 1966, elle consistait en une partie des territoires de district de Timiskaming, Sudbury et de Nipissing.

## Députés
1917 - 1925
1. 1917-1919 — Francis Cochrane, Unioniste/CON
2. 1920-1925 — Angus McDonald, IND

1935 - 1997
1. 1935-1953 — Walter Little, PLC
2. 1954-1957 — Ann Shipley, PLC
3. 1957-1980 — Arnold Peters, PSDC (1957-1961) et NPD (1961-1980)
4. 1980-1982 — Bruce Lonsdale, PLC
5. 1982-1993 — John MacDougall, PC
6. 1993-1997 — Benoît Serré, PLC

- NPD = Nouveau Parti démocratique
- PC = Parti progressiste-conservateur
- PLC = Parti libéral du Canada
- PSDC = Parti social-démocratique du Canada